# Orthocladius fluviatilis
Orthocladius fluviatilis är en tvåvingeart som först beskrevs av Jean-Jacques Kieffer 1923.  Orthocladius fluviatilis ingår i släktet Orthocladius och familjen fjädermyggor. Inga underarter finns listade i Catalogue of Life.